# Bodega Bórbore
Bodega Bórbore es una empresa argentina oriunda del departamento San Martín, en la provincia de San Juan. Se trata de una empresa con una larga trayectoria en esa provincia que fue fundada por inmigrantes italianos. 
Actualmente posee importantes viñedos ubicados en forma adyacente a la bodega y también en los departamentos Angaco y Sarmiento. 

## Historia
Bodega Bórbore fue fundada en el año 1936, en la provincia de San Juan, por José Bórbore, inmigrante italiano que llegó a la Argentina.
En enero de 2001 la bodega pasa a manos de la familia Berzenkovich Pulenta.

## Viñedos
Los viñedos de la bodega están ubicados en el Departamento de San Martín, en la zona de las Serranías de Pie de Palo. 
Esta región, denominada Valle del Tulúm, está surcada por el río San Juan, originados en los deshielos andinos, cuyas aguas alimentan el desarrollo de excelentes uvas.
Bodega Augusto Pulenta